# Lasiochalcidia electa
Lasiochalcidia electa är en stekelart som beskrevs av Nikol'skaya 1960. Lasiochalcidia electa ingår i släktet Lasiochalcidia och familjen bredlårsteklar.
Artens utbredningsområde är Tadzjikistan. Inga underarter finns listade i Catalogue of Life.